# Calamagrostis malamalensis
Calamagrostis malamalensis är en gräsart som beskrevs av Eduard Hackel och Teodoro Theodor Juan Vicente Stuckert. Calamagrostis malamalensis ingår i släktet rör, och familjen gräs. Inga underarter finns listade i Catalogue of Life.